# Sery (Ardeny)
Sery – miejscowość i gmina we Francji, w regionie Grand Est, w departamencie Ardeny.
Według danych na rok 1990 gminę zamieszkiwało 268 osób, a gęstość zaludnienia wynosiła 14 osób/km².